# Abdúnský most
Abdúnský most (arabsky جسر عبدون‎) je silniční zavěšený most v jordánské metropoli Ammánu. Název dostal podle údolí, které překonává (Vádí Abdún). Dříve byl znám také jako most Kamala al-Šaíra.

## Popis
Most o délce 415 m, jediný svého druhu v zemi, překonává údolí hluboké 45 m. Most převádí dva jízdní pruhy v každém směru a má celkovou šířku 29,36  m. 
Most je nápadný především třemi pylony ve tvaru písmene Y, z nichž prostřední (nejvyšší) má výšku 71 m. Stavba má dvě hlavní mostní pole, každé o délce 63 metrů. Most překonává údolí nikoliv v přímce, nýbrž po zakřivené trase, jak si to vynutily podmínky dané okolními komunikacemi. Jednotlivá lana, kterých je celkem šedesát, jsou zavěšena stejným způsobem jako u mostů harfových. 
Projektantem mostu byl Dár Al-Handasáh, který byl roku 2007 oceněn za svůj návrh cenou Institution of Structural Engineers.

## Historie
Výstavba byla zahájena dne 14. prosince 2002. Jeho realizace byla svěřena indické společnosti Larsen & Toubro. Mostovku tvoří 378 betonových prvků, které byly vyráběny a připravovány přímo na místě a do potřebné výšky vyzvednuty po třetinách jeřábem. V září 2006 byly všechny osazeny na místo. Pro řidiče se most otevřel dne 14. prosince 2006. Most tvoří jednu ze součástí okruhu středu města. Spojuje 4th Circle (jeden ze sedmi hlavních okruhů ve městě) s jižní částí města a ulicí Zahrán. 
Stavební náklady na most dosáhly výše 10–15 milionů jordánských dinárů. Část finančních prostředků na jeho výstavbu byla poskytnuta ze zahraničí, především z Japonska.
Most je dopravně značně vytížený. Za hodinu po něm projede okolo čtyř a půl tisíce vozidel.
Most bývá při příležitostí řady událostí nasvěcován barvami různých států nebo organizací. Oblíben je také mezi místními sebevrahy, neboť se na něm nenacházejí žádné zábrany, které by skok z této stavby znemožňovaly.